# Em vaig enamorar d'una bruixa
Em vaig enamorar d'una bruixa (títol original en anglès: Bell, Book and Candle) és una pel·lícula estatunidenca de Richard Quine estrenada el 1958.
Ha estat doblada al català.

## Argument
Nova York, un vespre de Nadal. Una encisadora bruixa secretament desitja enamorar-se, es considera que les dones de la seva espècie no poden tenir cap sentiment si no és el desig
| « | Està enamorada? Horror ! Més hauria valgut que fos morta! | » |

 diu el seu germà.

## Repartiment
- James Stewart: Shepherd «Shep» Henderson
- Kim Novak: Gillian « Gil » Holroyd
- Jack Lemmon: Nicky Holroyd
- Ernie Kovacs: Sidney Redlitch
- Hermione Gingold: Bianca
- Elsa Lanchester: Queenie
- Janice Rule: Merle Kittridge
- Philippe Clay: ell mateix, cantant al Zodiac Club
- Bek Nelson: Tina
- Howard McNear: Andy White, coeditor de Shep
- Conte Candoli i Pete Candoli: Musics del Zodiac (sota el nom The Brothers Candoli)

## Premis i nominacions

### Nominacions
- 1959: Oscar a la millor direcció artística per Cary Odell i Louis Diage
- 1959: Oscar al millor vestuari per Jean Louis
- 1959: Globus d'Or a la millor pel·lícula musical o còmica